# Strukov
Strukov är en ort i Tjeckien.   Den ligger i regionen Olomouc, i den östra delen av landet, 200 km öster om huvudstaden Prag. Strukov ligger 228 meter över havet och antalet invånare är 153.
Terrängen runt Strukov är platt åt sydväst, men åt nordost är den kuperad.Runt Strukov är det tätbefolkat, med 257 invånare per kvadratkilometer. Närmaste större samhälle är Olomouc, 16,2 km söder om Strukov. Trakten runt Strukov består till största delen av jordbruksmark.